# Standardy edukacji seksualnej w Europie
Standardy edukacji seksualnej w Europie – publikacja Światowej Organizacji Zdrowia i niemieckiego Federalnego Biura ds. Edukacji Zdrowotnej (BZgA) zawierająca zalecenia dla osób i instytucji odpowiedzialnych za zdrowie i edukację seksualną, wydana w 2010 roku (w 2012 w języku polskim). Opiera się na przeglądzie literatury naukowej i konsultacjach z ekspertami.
Celem publikacji jest rozwinięcie u dzieci i młodzieży pozytywnego i odpowiedzialnego postępowania w zakresie spraw związanych z seksualnością w odniesieniu do siebie oraz do innych członków społeczeństwa. Zagadnienia należytej edukacji seksualnej są istotne w kontekście istniejących na terenie Europy zjawisk związanych ze zdrowiem seksualnym, takich jak np. wzrost liczby zakażeń wirusem HIV, zachorowania na inne choroby przenoszone drogą płciową, niechciane ciąże nastolatek czy przemoc seksualna. 
W większości krajów europejskich opracowano własne wytyczne dotyczące edukacji seksualnej, jednak dokument Biura Regionalnego Światowej Organizacji Zdrowia w Europie powstał jako zbiór standardów edukacji seksualnej dla 53 krajów regionu europejskiego, obejmujących rozległy obszar zachodniej półkuli od Atlantyku do Pacyfiku.
Edukacja seksualna przyczynia się do ogólnej promocji zdrowia, zapewnia dzieciom i młodym osobom bezstronne, zgodne z wiedzą naukową informacje dotyczące wszystkich aspektów seksualności, a równocześnie pomaga im rozwinąć umiejętności radzenia sobie z tymi informacjami tak, aby uniknąć potencjalnych czynników ryzyka. Prewencyjny charakter edukacji seksualnej zapobiega negatywnym następstwom związanym z seksualnością, poprawia jakość życia, zdrowia i powoduje dobre samopoczucie.

## Eksperci
Inicjatywa opracowania zbioru zaleceń dotyczących edukacji seksualnej zaistniała w 2008. Zespół utworzyło 19 doświadczonych w zakresie edukacji seksualnej ekspertów z 9 krajów Europy Zachodniej, specjalistów z zakresu medycyny, psychologii oraz nauk społecznych.
W procesie opracowywania dokumentu udział wzięły instytucje rządowe, organizacje pozarządowe, organizacje międzynarodowe i środowiska akademickie. W wyniku trwających przeszło półtora roku prac uzgodnione zostały obecne standardy edukacji seksualnej, które mogą stać się wytycznymi dla wielu krajów we wprowadzaniu holistycznego wychowania seksualnego, zapewniając praktyczną pomoc w tworzeniu właściwych programów nauczania.

## Kontrowersje
Standardy WHO stały się przedmiotem kontrowersji w Polsce, gdy część przedstawicieli Kościoła katolickiego oraz konserwatywnych katolickich działaczy politycznych opisała je w kategoriach „seksualizacji dzieci” i naruszania praw wychowawczych rodziców. Szczególną rolę odegrały przedstawiane przez nich interpretacje fragmentów tekstu dotyczących masturbacji dziecięcej. Przeciwko takim odczytaniom głos zabrali m.in. psychologowie zajmujący się edukacją seksualną, członkowie zarządu Polskiego Towarzystwa Seksuologicznego oraz szefowa oddziału WHO w Polsce. Wyrazili przekonanie, że dokument przedstawia edukację jako proces wymagający aktywnej roli rodziców, którego ważnym celem jest nauczenie dzieci stawiania i szanowania granic intymności.
W świetle obecnej wiedzy naukowej całościowa, dostosowana do wieku edukacja seksualna może przeciwdziałać zjawisku uprzedmiatawiającej i nieodpowiedniej seksualizacji oraz wykorzystywaniu seksualnemu dzieci, jak też zwiększać jego wykrywalność.